# Billy Porter
Billy Porter   (Pittsburgh, 21 de setembre de 1969) és un actor, cantant i icona d'estil estatunidenc. Es va graduar a la Carnegie Mellon University School of Drama i va aconseguir la fama actuant a Broadway abans de començar una carrera en solitari com a cantant i actor.
Porter va guanyar el premi Tony 2013 al millor actor en un musical pel seu paper de Lola a Kinky Boots. Pel mateix paper, Porter també va guanyar el premi Drama Desk al millor actor en un musical i l'Outer Critics Circle a actor destacat en un musical. El 2014 Porter va guanyar el premi Grammy al millor àlbum de teatre musical per Kinky Boots. Des del 2018, protagonitza la sèrie de televisió Pose, per la qual va ser nominat al Globus d’Or i va guanyar el Primetime Emmy Award 2019 com a actor principal destacat en una sèrie dramàtica, convertint-se en el primer home negre obertament gai a ser nominat i guanyar en qualsevol categoria d’actor principal als Primetime Emmys.
L'any 2020, Porter fou inclòs a la llista de les 100 persones més influents de la revista Time.

## Vida personal
Porter és obertament gai. Es va casar amb el seu marit, Adam Smith, el 14 de gener de 2017, després de conèixer-lo el 2009.
Porter tenia moltes ganes de casar-se "mentre Obama encara fos president i abans del 20 de gener de 2017", de manera que Smith i Porter es van comprometre el 29 de desembre i es van casar 2 setmanes després, el 14 de gener de 2017.
Porter va compartir les seves opinions sobre el racisme en una entrevista del 2020 amb Vanity Fair, dient: "La raó per la qual el nostre país està en el desgavell en què estem és simplement per la blancor. La supremacia blanca. Blancs ofegant el poder i xuclant la vida de la humanitat".